# Rivera del Convent
La rivera del Convent o rivera de Gironella es un río afluente del Noguera Ribagorzana. Se forma dentro del antiguo término de Malpàs, y pasa después al antiguo término del Pont de Suert, desde 1970 los dos agrupados en el municipio actual del Pont de Suert, e la Alta Ribagorza.

## Descripción
El barranco se forma cerca y al noreste del cruce entre la carretera N-260 y la LV-5212, que lleva al pueblo de Malpàs, por la unión de dos barrancos: el de de Viu, que viene del sudeste, y el de Malpàs, que procede del norte. Su curso, muy sinuoso, emprende la dirección general sudoeste y marca un profundo y estrecho valle, por el cual discurre la carretera N-260, paralela al río casi toda el rato.
Poco después de formarse, recibe por la derecha el Canal de la Paga, y ya no recibe ningún otro significativo, a causa de la forma cerrada del valle, que no da lugar a barrancos casi nada destacados y, en cambio, sí muchos pequeños.
Desembocaba en el Noguera Ribagorzana cerca y al sudoeste del monasterio de Santa María de Lavaix, pero actualmente va a parar a una de las colas del embalse de Escales, al este del monasterio que da nombre a la rivera.